# Грива
Грива је густа длака која која прекрива врат и рамена неких животиња, док код неких пада и преко лица и покрива један дио леђа. Између осталих, гриву имају коњи, мужјаци лава, хијене, морски лавови, неке врсте вукова, бизони, гнуови, павијани, магарци итд. Може бити различите боје, у зависности од врсте и боје животиње.
Грива углавном служи за регулацију топлоте и одбрану од инсеката али и за заштиту врата при борби. Људска коса се такође сматра обликом гриве.
- Грива коња
- Грива морског лава
- Грива лава
- Грива дивље свиње
- Грива гнуа
- Грива гривастог павијана
- Грива жирафе
- Грива хијене
- Грива бизона
- Грива гривастог вука